# Aleksander Zajda
Aleksander Zajda (ur. 17 lutego 1937 w Zebrzydowicach, zm. 24 maja 2021) – polski językoznawca, historyk języka polskiego, profesor nauk humanistycznych.

## Życiorys
Po ukończeniu szkoły podstawowej pracował jako stolarz, w 1958 ukończył liceum korespondencyjne dla pracujących w Krakowie. W 1963 ukończył studia na Uniwersytecie Jagiellońskim (jego praca magisterska ukazała się w wersji rozszerzonej w 1970 pt. Nazwy urzędników w XVI w.). Następnie podjął pracę w Katedrze Historii Języka Polskiego Instytutu Filologii Polskiej UJ, następnie w Pracowni Antroponimicznej Polskiej Akademii Nauk, gdzie opracowywał hasła do Słownika staropolskich nazw osobowych. W latach 1965–1967 pracował jako lektor języka polskiego w II Pekińskim Instytucie Języków Obcych. Od 1967 pracował na Uniwersytecie Jagiellońskim, w Instytucie Filologii Polskiej, w latach 1967–1971 przebywał jako lektor języka polskiego na Uniwersytecie Marcina Lutra w Halle/Saale. W 1975 obronił pracę doktorską Nazwy staropolskich powinności feudalnych, danin i opłat (do 1600 r.) napisaną pod kierunkiem Mieczysława Karasia. Uczestniczył w pracach nad Słownikiem wymowy polskiej (wyd. 1977) i Bibliografią dialektologii polskiej do 1975 r. (wyd. 1981). W latach 1982–1985 wykładał w Instytucie Slawistycznym Uniwersytetu Kraju Saary. W 1991 habilitował się na podstawie pracy Staropolska terminologia prawnicza (do 1500 r.). W latach 1994–1997 wykładał na Koreańskim Uniwersytecie Języków Obcych. W 2001 opublikował Studia z historii polskiego słownictwa prawniczego i frazeologii 15 marca 2002 uzyskał tytuł profesora nauk humanistycznych. W 2004 opublikował wspólnie z Wacławem Urbanem Zapisy polskojęzyczne w księgach sądów szlacheckich województwa krakowskiego z 1543 r.
Pracował jako profesor w Katedrze Historii Języka i Dialektologii na Wydziale Polonistyki Uniwersytetu Jagiellońskiego. Był członkiem Komisji Językoznawstwa krakowskiego oddziału PAN. Był autorem podręczników do nauki języka polskiego Mary i John Brown w Polsce (Podręcznik języka polskiego dla cudzoziemców) (1981) i Lekcje polonistyczne. Materiały dydaktyczne dla studentów departamentu polskiego (1997)
Został odznaczony Złotym Krzyżem Zasługi i Medalem Komisji Edukacji Narodowej.